# Quinzio
Quinzio  è un nome proprio di persona italiano maschile. 

## Varianti
- Femminili: Quinzia[3]

### Varianti in altre lingue
- Basco: Kintzio
- Bielorusso: Квінкцый (Kvinkcyj)
- Bulgaro: Квинкций (Kvinkcij)
- Catalano: Quinci[4]
- Latino: Quintius[1], Quinctius[1]
- Polacco: Kwinkcjusz
- Portoghese: Quíncio
- Russo: Квинкций (Kvinkcij)
- Spagnolo: Quincio[4]
- Ucraino: Квінкцій (Kvinkcij)

## Origine e diffusione
Si tratta una variante del nome Quinto, portata tipicamente dai membri della gens Quintia, fra i quali spicca soprattutto Lucio Quinzio Cincinnato.
È maggiormente diffuso in Emilia-Romagna, anche se va detto che gode di scarsa diffusione.

## Onomastico
L'onomastico si può festeggiare il 5 settembre in onore di san Quinzio, martire a Capua, oppure il 4 ottobre in ricordo di san Quinzio (o Quintino), martire presso Tours.